# Station Pamiątkowo
Station Pamiątkowo is een spoorwegstation in de Poolse plaats Pamiątkowo.